# 壹读
壹读杂志于2012年8月6日正式创刊，是一本新闻生活类杂志，原效力于《南方周末》的林楚方担任壹读传媒出品人兼主编。2015年2月起停止纸质发行。